# Hydrothelphusa agilis
Hydrothelphusa agilis is een krabbensoort uit de familie van de Potamonautidae. De wetenschappelijke naam van de soort is voor het eerst geldig gepubliceerd in 1872 door A. Milne-Edwards.